# Diversity Media Awards
I Diversity Media Awards sono un riconoscimento annuale, ispirato ai Glaad Media Awards, basato su una ricerca (il Diversity Media Report) che coinvolge nove università italiane e l'Osservatorio di Pavia. Il premio Media Young viene invece assegnato dagli studenti delle scuole superiori coinvolti da Diversity nel progetto omonimo.
I Diversity Media Awards sono assegnati da Diversity, una associazione no profit fondata da Francesca Vecchioni, figlia del cantautore Roberto Vecchioni, allo scopo di combattere le discriminazioni legate all'orientamento sessuale e all'identità di genere.
I riconoscimenti sono consegnati nel corso di una cerimonia (con cena di gala, sul modello dei Golden Globes) che si tiene presso l'UniCredit Pavilion di Milano.
La prima edizione dei Diversity Media Awards è stata condotta da Fabio Canino e Syria e ha visto la partecipazione, tra gli altri, di Malika Ayane.
L'edizione 2017 dei Diversity Media Awards, condotta da Fabio Canino e Carolina Di Domenico, è andata in onda in prima TV il 7 giugno 2017 su Real Time. Gli ospiti musicali sono stati Ermal Meta, Paola Turci, Syria e Roberto Vecchioni.

## Edizioni
| Ed. | Anno | Conduttore/i                                     | Ospiti | Data             | Canale Tv | Messa in onda  | Nomination e vincitore | Nomination e vincitore | Nomination e vincitore | Nomination e vincitore | Nomination e vincitore | Nomination e vincitore | Nomination e vincitore | Nomination e vincitore                                                                                        | Nomination e vincitore                                                                                            | Nomination e vincitore | Nomination e vincitore                                                                                             | Nomination e vincitore | Nomination e vincitore                                                       |
| Ed. | Anno | Conduttore/i                                     | Ospiti | Data             | Canale Tv | Messa in onda  | Cinema - Miglior film italiano | Radio - Miglior programma radio | Pubblicità - Miglior campagna | TV - Miglior serie italiana | TV - Miglior serie straniera | TV - Miglior programma | Web - Miglior produzione video | People - Personaggio dell'anno                                                                                | People - Influencer dell'anno                                                                                     | Premio Media Young | Miglior servizio TG                                                                                                | Miglior articolo d'informazione                                                                                                   | Miglior articolo di costume                                                  |
| --- | ---- | ------------------------------------------------ | --- | ---------------- | --------- | -------------- | --- | --- | --- | --- | --- | --- | --- | --- | --- | --- | --- | --- | ---------------------------------------------------------------------------- |
| 1   | 2016 | Fabio Canino e Syria                             | Malika Ayane |                  |           |                | - Io e Lei (Produzione Indigo Film) - Né Giulietta né Romeo (Produzione Pigra) - Vergine Giurata (Vivo Film e Colorado Film) | - Pinocchio (Radio Deejay) - Caterpillar AM (Rai Radio 2) - Lateral (Radio Capital) | - Buone feste dalla famiglia Frozen (Disney Junior) - Milioni di passioni (Tim Vision) - Microonde e gustose sorprese (Findus)                                                 | - È arrivata la felicità (Rai Uno) - Un posto al sole (Rai Tre) - Ragion di Stato (Rai Uno) | - Grey's Anatomy (La7 e Fox Life) - Beautiful (Canale 5) - Faking It (MTV) | - Pechino Express (Rai Due) - Che Tempo che Fa (Rai Tre) - Italia's Got Talent (Sky Uno) - Sconosciuti (Rai Tre) - Vite Divergenti (Real Time)                                                          | - 10percento (Badhole Video) - Fuori! - The JackaL | - Laura Pausini - Mika - Tiziano Ferro - Barbara D'Urso - Fedez - Daria Bignardi                              | Non assegnato | Faking It | Patrizia Senatore, Famiglie Arcobaleno a Salerno, TG3                                                              | Elena Tebano, Il terzo genere, Corriere della Sera                                                                                | Luca Castaldini, Rugby Pride, SportWeek                                      |
| 2   | 2017 | Fabio Canino e Carolina Di Domenico              | Ermal Meta, Paola Turci, Syria, Roberto Vecchioni | 7 giugno 2017    | Real Time |                | - Perfetti sconosciuti (Medusa Film, Lotus Production, Leone Film Group) - L’estate addosso (Indiana Production, Rai Cinema) - Un bacio (Indigo Film, Titanus, Rai Cinema) | - Il ruggito del coniglio (Rai Radio 2) - Bianco e Nero (Rai Radio 1) - Fahrenheit (Rai Radio 3) - Lateral (Radio Capital) - Melog (Radio24) - Pinocchio (Radio Deejay)                     | - Smemoranda, Liberi di Amare (Smemoranda) - Toyota, Power Re-Defined (Toyota)                                                                                                 | - Un medico in famiglia (Rai Uno) - Gomorra (SKY Atlantic, SKY Cinema) - Un posto al sole (Rai Tre) | - Modern Family (Fox Life, Fox) - Le regole del delitto perfetto (Fox, Rai Due) - Transparent (SKY Atlantic) | - Stato Civile (Rai Tre) - Di fatto, famiglie (Real Time) - Il contadino cerca moglie (Fox Life) - Italia's Got Talent (SKY Uno) - Stasera casa Mika (Rai Due) - Uomini e donne (Canale 5)              | Non assegnato | - J-Ax - Rachele Bruni - Maria De Filippi - Jovanotti - Luciana Littizzetto - Roberto Mancini                 | - Lodovica Comello - Michele Bravi - Murielboom - ShantiLives - Cleo Toms - Zerocalcare                           | Orange Is the New Black | Isabella Schiavone, Da oggi le unioni civili sono legge dello Stato, le reazioni a caldo del mondo Arcobaleno, TG3 | Francesco Merlo, A casa di Ed e Nichi Siamo fuggiti in Canada per garantire futuro e diritti a nostro figlio Tobia, la Repubblica | Anna Alberti, Vi sembra possibile essere adottati dalla mamma?, Marie Claire |
| 3   | 2018 | Fabio Canino e Diana Del Bufalo                  | | 23 maggio 2018   |           |                | - Il padre d’Italia (Bianca Film, Rai Cinema) - La parrucchiera (Skydancers, Mad Entertainment, Rai Cinema) - Nove lune e mezza (Neo Art, Paco Cinematografica) | - Gay Village (M2o radio) - Fahrenheit (Rai Radio 3) - Il Geco e la Farfalla (Radio Capital) - Miracolo Italiano (Radio Due) - Pinocchio (Radio Deejay)                                     | - Amati per come sei (Coconuda) - A modo nostro l’amore (Brosway) - Fuori luogo (Gibbo&Lori e Idealista) - Pool Boy (Santo e Coca-Cola) - #PowertoKisses (Red Team e Vodafone) | - Amore pensaci tu (Canale 5) - Gomorra (Sky Atlantic, Sky Cinema) - I bastardi di Pizzofalcone (Rai 1) - Suburra - La serie (Netflix) | - Sense8 (Netflix) - Billions (Sky Atlantic) - Grace and Frankie (Netflix) - One Mississippi (Amazon Video) - Narcos (Netflix) - Star Trek: Discovery (Netflix) | - X Factor (Sky Uno) - Adesso sì (Rai 2) - Cose da non chiedere (Real Time) - Parla con lei (Fox Life) - Rivoluzione Gender (National Geographic) - Stato civile (Rai 3)                                | Non assegnato | - Roberto Saviano - Virginia Raffaele - Michela Murgia - Salvatore Esposito - Alberto Angela                  | - Loretta Grace - Shanti Lives - Iconize - Willwosh - Gnambox - Martina Dell'Ombra                                | - Tredici (Netflix) - Supergirl (CBS, The CW) - Master of None (Netflix) - Crazy Ex-Girlfriend (The CW) - BoJack Horseman (Netflix) | Non assegnato | Non assegnato | Non assegnato                                                                |
| 4   | 2019 | Fabio Canino e Melissa Greta Marchetto           | |                  |           |                | - Puoi baciare lo sposo (Medusa Film, Colorado Film) - In viaggio con Adele (Vision Distribution) - Ella & John - The Leisure Seeker (Indiana Production, Rai Cinema) - Be Kind - Un viaggio gentile all'interno della diversità (Ravic Film) - Euforia (HT Film, Indigo Film, Rai Cinema) - Zen sul ghiaccio sottile (Articolture, Istituto Luce)                                                                | - Cactus – Basta poca acqua (Radio Capital) - La Prima Volta / Diario di un giorno (Radio 24) - Ciao Gender (Radio 3 Network) - Mi Casa (Radio 105) - Tutta la città ne parla (Rai Radio 3) | - Domani è una figata (Sorgenia) - Normal (Rtl 102.5) - Siamo fatti per cambiare (Ikea) - Brilliance for all (Swarovski)                                                       | - Skam Italia (TIMvision) - Vincitore a pari merito - L'amica geniale (Rai 1) - Vincitore a pari merito - È arrivata la felicità (Rai 1) - Nero a metà (Rai 1) | - Le terrificanti avventure di Sabrina (Netflix) - Butterfly (Fox Life) - The Handmaid's Tale (TIMvision) - La fantastica signora Maisel (Amazon Prime Video) - This Is Us (Fox Life) - Élite (Netflix)                                                                           | - Ballando con le stelle (Rai 1) - Love Me Gender (laF) - Non ho l'età (Rai 3) - C'è posta per te (Canale 5) - La TV delle ragazze - Gli Stati Generali 1988-2018 (Rai 3) - Programma Italia (Zelig TV) | - Intervista a Fiorenza de Bernardi - Freeda - Luca Trapanese adotta Alba, bambina down rifiutata da 30 famiglie - Fanpage.it - La prima volta - Vice - Giovani italiani seconda generazione - The Vision | - Alessandro Cattelan - Don Luigi Ciotti - Fiorella Mannoia - Enrico Mentana - Heather Parisi - Liliana Segre | - Stephanie Glitter - The Jackal - Claudio Di Biagio - Iacopo Melio - Stazzitta - Eva - Il frutto della passione  | Non assegnato | Non assegnato | Non assegnato | Non assegnato                                                                |
| 5   | 2020 | Melissa Greta Marchetto                          | J-Ax, Heather Parisi, Tiziano Ferro, Malika Ayane, Salvatore Esposito, Jo Squillo, Vladimir Luxuria, Immanuel Casto, Fabio Canino, Barbara Bonansea, Roberto Vecchioni, Drusilla Foer | 29 novembre 2020 |           |                | - Mio fratello rincorre i dinosauri (Paco Cinematografica, Neo Art Producciones, Rai Cinema, Eagle Pictures) - Tutto il mio folle amore (Indiana Production Company, Rai Cinema, 01 Distribution) - La scomparsa di mia madre (Reading Bloom, Rodaggio Film) - La dea fortuna (Warner Bros. Entertainment Italia, R&C Produzioni, Faros Film) - Genitori quasi perfetti (Indiana Production, Adler Entertainment) | - Ordinary Girls (Radio Popolare) - Fahrenheit (Rai Radio 3) - Miracolo Italiano (Rai Radio 2) - No Profit (Rai Gr Parlamento) - Tg Zero (Radio Capital)                                    | - Love people, not labels (OVS – M&C Saatchi) - #IAMTHESPORT (Cisalfa – Conversion) - Voglio (Amazon Echo – Joint London) - Decido io (Tampax – Publicis Italia)               | - La compagnia del cigno (Rai 1, Indigo Film, Rai Fiction) - Made in Italy (Amazon Prime Video, Canale 5, Mediaset) - Ognuno è perfetto (Rai 1 – Rai Fiction, Viola Film, CPTV RAI di Torino, Film Commission Torino Piemonte) - Volevo fare la rockstar (Rai 2 – Rai Fiction, Pepito Produzioni) - Extravergine (Fox Life – Fox Networks Group Italy, Publispei) | - Euphoria (Sky Atlantic, HBO) - Special (Netflix – Warner Bros. Television) - Fleabag (Amazon Prime Video – BBC Three) - Watchmen (SKY Atlantic – HBO) - When They See Us (Netflix – Participant Media, Harpo Films, TriBeCa Productions, Foward Movement) - Pose (Netflix – FX) | - Propaganda Live (LA7) - Tagadà (La7) - Love Me Stranger (laF – Sky135) - L'assedio (Nove) - Che tempo che fa (Rai 2) - Il corpo dell’amore (Rai 3)                                                    | - Dislessia, ce la spiega Andrea Delogu - Profilo di Venti - Le lettere dei napoletani ai migranti in difficoltà - Fanpage.it - Io sono Martina - Freeda - Oltre la prima impressione - Tlon - La famiglia è… - Vita con Lloyd - Femministe e antifemministe discutono di parità, sessismo e intersezionalità in Italia - Vice | - Emma Marrone - Aboubakar Soumahoro - Ghali - Massimo Bottura - Vanessa Incontrada - Lina Wertmüller         | - Fumettibrutti - Papà per scelta - Muriel - Antonio Dikele Distefano - Licia Fertz - Margherita e Damiano Tercon | Non assegnato | Non assegnato | Non assegnato | Non assegnato                                                                |
| 6   | 2021 | Diego Passoni e Marina Cuollo                    | | 19 luglio 2021   |           |                | Ferro | La versione delle due (Rai Radio 2) | Goodbye Sterotypes, Hello Zerotypes (Zalando) | SKAM Italia | - Sex education; - Elena, diventerò presidente | Cartabianca (Rai 3) | | Ferragnez (Chiara Ferragni e Fedez)                                                                           | Francesco Cicconetti                                                                                              | Non assegnato | Non assegnato | Non assegnato | Non assegnato                                                                |
| 7   | 2022 | Michela Giraud, Diego Passoni, Myss Keta         | Roberto Vecchioni, Michele Bravi | 28 maggio 2022   | Rai 1     | Seconda serata | Maschile singolare | NEW G | | Strappare lungo i bordi | Maid | Drag Race Italia | Sio | Maneskin | Giorgia Soleri | Non assegnato | Non assegnato | Non assegnato | Non assegnato                                                                |
| 8   | 2023 | Matilda De Angelis e Alberto Boubakar Malanchino | Roberto Vecchioni, Gianmaria, Serena Bortone, Diego Passoni, Immanuel Casto, Elena Di Cioccio                                                                                         | 1 luglio 2023    | Rai 1     | Seconda serata | La timidezza delle chiome | I Miracolati | | Prisma | The umbrella Academy | Due vincitori: - The voice senior (Rai 1) - Quelle Brave Ragazze (Sky) | Storia del mio nome | Ornella Vanoni                                                                                                | | | | |                                                                              |
| 9   | 2024 | Francesca Michielin e Ema Stokholma              | Michela Giraud, Roberto Vecchioni, BigMama, Vittoria Schisano | 28 giugno 2024   | Rai 1     | Seconda serata | Io capitano | Le mattine - Ora Daria (con Daria Bignardi) | | Questo mondo non mi renderà cattivo | The Last Of Us | Splendida Cornice | | Paola Cortellesi                                                                                              | | | | |                                                                              |